# Lancer du poids masculin aux Jeux olympiques de 1920
Pour un article plus général, voir Athlétisme aux Jeux olympiques de 1920.
Navigation
Stockholm 1912 Paris 1924

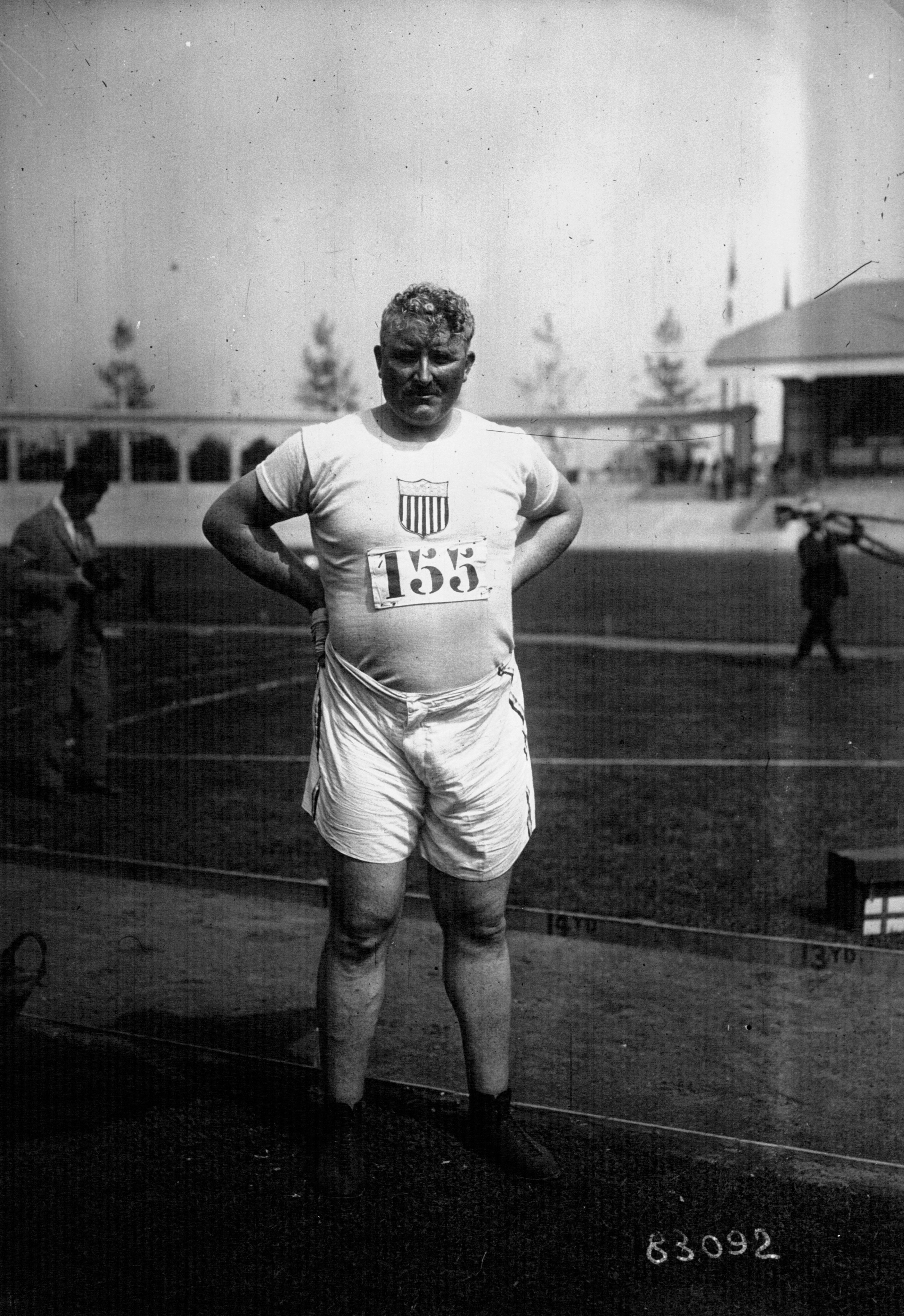
Patrick Mac Donald deuxième de l'épreuve masculine de lancer de poids

L'épreuve du lancer du poids masculin aux Jeux olympiques de 1920 s'est déroulée les 17 et 18 août 1920 au Stade olympique d'Anvers, en Belgique. Elle est remportée par le Finlandais Ville Pörhölä.

## Résultats
Les six meilleurs lanceurs des qualifications participent à la finale.
| Rang               | Athlète                 | Qual.    | Qual. | Finale |
| Rang               | Athlète                 | Distance | Rang  | Finale |
| ------------------ | ----------------------- | -------- | ----- | ------ |
| Médaille d'or      | Ville Pörhölä (FIN)     | 14.035   | 3     | 14.81  |
| Médaille d'argent  | Elmer Niklander (FIN)   | 14.155   | 1     | 14.155 |
| Médaille de bronze | Harry Liversedge (USA)  | 13.755   | 4     | 14.15  |
| 4                  | Patrick McDonald (USA)  | 14.08    | 2     | 14.08  |
| 5                  | Einar Nilsson (SWE)     | 13.735   | 5     | 13.87  |
| 6                  | Harald Tammer (EST)     | 13.605   | 6     | 13.605 |
|                    |                         |          |       |        |
| 7                  | George Bihlman (USA)    | 13.575   |       |        |
| 8                  | Howard Cann (USA)       | 13.52    |       |        |
| 9                  | Bertil Jansson (SWE)    | 13.27    |       |        |
| 10                 | Armas Taipale (FIN)     | 12.945   |       |        |
| 11                 | Frederik Petersen (DEN) | 12.525   |       |        |
| 12                 | Raoul Paoli (FRA)       | 12.485   |       |        |
| 13                 | Aurelio Lenzi (ITA)     | 12.325   |       |        |
| 14                 | Giuseppe Tugnoli (ITA)  | 12.07    |       |        |
| 15                 | Henri Dozolme (FRA)     | 11.965   |       |        |
| 16                 | Erik Blomqvist (SWE)    | 11.935   |       |        |
| 17                 | Ignacio Izaguirre (ESP) | 11.235   |       |        |
| 18                 | Gaston Wuyts (BEL)      | 11.045   |       |        |
| 19                 | Luigi Antognini (SUI)   | 10.32    |       |        |
| 20                 | Léon Pottier (BEL)      | 10.10    |       |        |